# Batalla de Hehil
La Batalla de Hehil tuvo lugar entre Britanos, y probablemente anglosajones de Wessex alrededor del año 720. La ubicación es desconocida, excepto que fue apud Cornuenses ("entre los córnicos").

## Ubicación
La ubicación de Hehil no es conocida, pero muchos académicos han intentado de identificarla. En 1916, el estudioso celtista Donald MacKinnon no pudo decir nada más que fue en "la península Devoniana", y Christopher Snyder sencillamente declaró en 2003: "722 Los Annales Cambriae registran una victoria en Hehil en Cornwall".
Frank Stenton pensó que fue en Hayle, al oeste de Cornwall, pero Leslie Alcock (en 1987) señala que, pese a que interpretación obvia de 'Hehil entre los córnicos es el río Hayle al oeste de Cornwall, se refiere a la identificación de Ekwall del nombre con el río Camel (previamente conocido como Heil.
Otros especialistas que apoyan la tesis del río Camel incluyen a W. G. Hoskins, que sitúan Hehil en Egloshayle en ese río; Leonard Dutton que sugirió en 1993 "en o cerca del punto donde el puente del siglo XV de Wadebridge cruzaba el Camel"; y Philip Payton que en 2004 lo localizó "probablemente [en] el estratégicamente importante estuario del Camel".
Malcolm Todd afirmó en 1987 que estos sitios están "demasiado al oeste para ser tomados seriamente", e hizo dos sugerencias, en primer lugar Hele en Jacobstow al norte Cornwall, mencionado como posibilidad en 1931, y que fue apoyado por el arqueólogoe Della Hooke en 1994. La otra sugerencia fue Hele en Culm Valley al este de Devon.

## Importancia
La victoria britana en Hehil en 722 pudo haber sido decisiva en la historia de los britanos occidentales: no se registrarían más batallas en la zona hasta casi cien años más tarde (en 814) que las batallas más lejanas constan en el área, un periodo en el que Nicholas Orme ve la probable consolidación de la división entre Cornwall y Devon.